# Новка (Смоленская область)
Новка — деревня в Велижском районе Смоленской области России. Входит в состав Велижского городского поселения. 
Расположена в северо-западной части области в 0,5 км к западу от Велижа, в 1 км севернее автодороги Р133 Смоленск — Невель, на берегу реки Велижка. В 94 км южнее деревни расположена железнодорожная станция Рудня на линии Смоленск — Витебск. 

## История
В годы Великой Отечественной войны деревня была оккупирована гитлеровскими войсками в июле 1941 года, освобождена в сентябре 1943 года. 